# Lene Andersson
Lene Skov Andersson (Bistrup, 17 de julio de 1969) es una deportista danesa que compitió en remo.
Ganó dos medallas de plata en el Campeonato Mundial de Remo, en los años 1995 y 1997. Participó en los Juegos Olímpicos de Atlanta 1996, ocupando el quinto lugar en la prueba de doble scull ligero.

## Palmarés internacional
| Campeonato Mundial | Campeonato Mundial     | Campeonato Mundial | Campeonato Mundial |
| Año                | Lugar                  | Medalla            | Prueba             |
| ------------------ | ---------------------- | ------------------ | ------------------ |
| 1995               | Tampere (Finlandia)    | Medalla de plata   | Doble scull ligero |
| 1997               | Aiguebelette (Francia) | Medalla de plata   | Doble scull ligero |